# 서유방
서유방(徐有防, 1741년 ~ 1798년)은 조선의 문신이다. 본관은 대구, 자는 원례(元禮), 호는 봉헌(奉軒)이다. 시호는 효간(孝簡).

## 생애
1772년 정시문과에 을과로 급제해 선교관, 부교리, 낭청, 부응교를 거쳐 정조 때 우부승지, 사간원대사간, 이조참의를 지냈다. 대사간으로 있을 때 정조의 신임을 받아 이조참의를 거쳐 승지, 성균관대사성을 지낸 뒤 승지와 이조참의를 다시 거쳐 바로 이조참판으로 승진한다. 이후 계속 승지와 성균관대사성, 사간원대사간, 이조참의를 거쳐 규장각부제학, 사헌부대사헌을 지내고 개성유수로 동지경연사를 겸한다. 이후 비변사제조를 겸하다 대사간, 부제학과 규장각직제학을 거쳐 홍문관부제학, 성균관대사성을 지낸 뒤 이조참판으로 동지경연사를 겸하고 경기도관찰사를 거쳐 다시 사헌부대사헌이 된다. 이후 동지경연사를 겸하다 한성부판윤과 경기도관찰사를 거쳐 형조판서로 육경의 반열에 오르고 우참찬이 된다. 이후 사역원제조를 겸하다 정조의 신임으로 이조판서와 병조판서를 하며 동지성균관사를 겸한다. 이후 다시 병조판서가 되고 내의원제조를 겸한다. 병조판서, 공조판서를 거쳐 동지성균관사, 봉상시제조, 내의원제조를 겸하다 다시 검교직제학, 지경연사를 겸하고 상의원제조를 겸하다 형조판서를 거쳐 이후 경기도관찰사로 외직에 나간다. 이후 강원도관찰사를 하다가 1798년에 생을 마감한다.

## 가족
- 아버지 : 수찬 서효수(徐孝修)
- 어머니 : 이언신(李彦臣)의 딸
  - 형 : 이조판서 서유린(徐有隣)